# Sphenarium macrophallicum
Sphenarium macrophallicum är en insektsart som beskrevs av Kevan, D.K.M. och Boyle 1978. Sphenarium macrophallicum ingår i släktet Sphenarium och familjen Pyrgomorphidae. Inga underarter finns listade i Catalogue of Life.